# Julienite
La julienite è un minerale (solfocianuro di cobalto o tetracianatocobaltato di sodio o tiocianato di sodio e cobalto). Il nome del minerale è stato attribuito in onore dello scienziato belga Henri Julien.

## Morfologia
Sotto forma di incrostazioni aggregate alla matrice. Incrostazioni blu o con cristalli aghiformi allungati secondo {001} aggregati nelle croste o aciculari sempre secondo {001}

## Origine e giacitura
Negli idrossidi di manganese cobaltiferi siti negli scisti di talco.

## Caratteristiche chimico-fisiche
- Peso molecolare: 481,37 grammomolecole[2]
- Geminazione: secondo {110} o secondo {001}[1]
- Densità di elettroni: 1,71 g/cm³[2]
- Indici quantici[2]:
  - Fermioni: 0,11
  - Bosoni: 0,89
- Indici di fotoelettricità[2]:
  - PE: 5,62 barn/elettroni
  - ρ: 9,61 barn/cm³
- Indice di radioattività: GRapi: 0 (il minerale non è radioattivo)[2]